# Queen Records (Texas)
Queen Records war ein kleines US-amerikanisches Plattenlabel, das 1955 von Wink Lewis und Hoyle Nix gegründet wurde.

## Geschichte
Queen wurde 1955 von Wink Lewis gegründet, der zwischen Jobs in Lufkin, Texas, und Cameron, Texas, in Snyder ein Engagement als Radiomoderator bei KSNY hatte. In dieser Zeit gründete Lewis zusammen mit dem Fiddler und Western-Swing-Musiker Hoyle Nix Queen Records. Nix’ Veröffentlichungen mit seinen West Texas Cowboys bildeten den Großteil von Queens Erscheinungen.
Neben Nix’ Platten erschienen aber auch Singles von Weldon Rogers und Wink Lewis selbst auf dem Label. Unter dem Pseudonym „Jay-Bob Howdy“ spielte er die Rockabilly-Single Real Rockin‘ Daddy ein. Queen blieb jedoch ein kleines lokales Label, das nie einen Hit hatte. Die meisten Platten wurden nur in geringer Stückzahl angefertigt und lokal veröffentlicht, wodurch sie heute bei Sammlern sehr begehrt sind.
Queens Ende kam wahrscheinlich mit dem Weggang Wink Lewis’ aus Snyder um 1956. Der gesamte Katalog des Labels belief sich allen Recherchen nach auf weniger als zehn Singles.

## Diskografie
| Katalognummer | Jahr | Künstler                                     | Titel                                                          |
| ------------- | ---- | -------------------------------------------- | -------------------------------------------------------------- |
| Q-145         |      | Mark Johnson                                 | Heartbreak Waltz Backin’ Up                                    |
| Q-146         |      |                                              |                                                                |
| Q-147         |      | Hoyle Nix and his West Texas Cowboys         | Invitation Medley                                              |
| Q-148         |      | Hoyle Nix and his West Texas Cowboys         | Choose the One You Want San Antonio Rose                       |
| Q-149         | 1955 | Jay-Bob Howdy Deonne Dome                    | Real Rockin Daddy [!] Another You                              |
| Q-149         | 1955 | Hoyle Nix and his West Texas Cowboys         | Real Rockin’ Daddy Another You                                 |
| Q-150         |      |                                              |                                                                |
| Q-151         | 1955 | Weldon Rogers                                | I’m Building a ??? (on the Moon) Please Return My Broken Heart |
| Q-152         |      |                                              |                                                                |
| Q-153         |      | Wink Lewis - Buz Busby Band                  | Stand Still Low Ball Blues                                     |
| Q-154         |      | Texas Frank Hughes and his Texas Melody Boys | Will You My Heart                                              |
| Q-155         |      |                                              |                                                                |
| Q-156         |      |                                              |                                                                |
| Q-157         |      | Hoyle Nix and his West Texas Cowboys         | Texas Girl Little Betty Brown                                  |

1. ↑  Queen 156 war für eine Single von A.B. “Buddy” Pruitt vorgesehen, es ist aber nicht bekannt, ob diese Platte jemals veröffentlicht wurde.